# The Warrior’s Code
The Warrior’s Code (в пер. с англ. «Кодекс бойца») — пятый студийный альбом панк-рок-группы Dropkick Murphys, выпущенный 21 июня 2005 года на Hellcat Records. Альбом является одним из самых популярных в творчестве группы.

## Об альбоме
Одноимённая песня «The Warrior’s Code» посвящёна известному американскому боксёру из Массачусетса Микки Уорду по прозвищу Ирландец. В 2010 году эта песня прозвучала в фильме «Боец» 2010 года. Песня «Your Spirit’s Alive» посвящена другу коллектива Грегу Рили, погибшему в мотоциклетной аварии в 2004 году. Главным хитом альбома и всего творчества Dropkick Murphys является песня «I’m Shipping Up to Boston», которая вошла в саундтрек к фильму Мартина Скорсезе «Отступники», а также стала гимном Австралийской футбольной лиги (AFL) в 2009 и 2010 году. На неё были сняты две версии видеоклипа, одна из которых содержала кадры из фильма. Также в альбом вошла кавер-версия гимна бостонской бейсбольной команды Ред Сокс «Tessie». По счастливому стечению обстоятельств после выхода этого сингла клуб выиграл чемпионат США в первый раз за 86 лет. Песня стала саундтреком к фильму «Бейсбольная лихорадка» и игры MVP Baseball 2005. Песня «Last Letter Home» содержит отрывки из личных писем сержанта Эндрю Фаррара, погибшего во время войны в Ираке, адресованные его жене и матери. Сержант при жизни являлся большим поклонником Dropkick Murphys. Все деньги от продажи сингла были переданы семье погибшего.

## Список композиций
1. «Your Spirit’s Alive» — 2:21
2. «The Warrior’s Code» — 2:30
3. «Captain Kelly’s Kitchen» («Courtin' in the Kitchen» traditional) — 2:48
4. «The Walking Dead» — 2:07
5. «Sunshine Highway» — 3:22
6. «Wicked Sensitive Crew» — 2:59
7. «The Burden» — 2:55
8. «Citizen C.I.A.» — 1:28
9. «The Green Fields of France» (Eric Bogle cover) — 4:46
10. «Take It and Run» — 2:44
11. «I’m Shipping Up to Boston» (Lyrics by Woody Guthrie) — 2:34
12. «The Auld Triangle» (Brendan Behan cover) — 2:41
13. «Last Letter Home» — 3:32
14. «Tessie» (Bonus track) — 4:15
15. «Hatebomb» (Japanese Bonus track) — 1:12

## Синглы
- «Sunshine Highway»
- «The Warrior’s Code»
- «I’m Shipping Up to Boston»
- «Last Letter Home»
- «Tessie» (№ 89 в американском чарте современного рока)

## Участники записи
- Эл Барр — лид-вокал
- Кен Кейси — бас-гитара, вокал
- Мэтт Келли — барабаны, бойран, вокал
- Джеймс Линч — гитара, вокал
- Марк Оррелл — гитара, аккордеон, вокал
- Джэеймс Веллас — волынка
- Тим Бреннан — мандолина, вистл, акустическая гитара
- Лаура Кейси — скрипка, виолончель
- Марко Урбан- вокал
- Жозефина Лионс — вокал
- Том O’Коннелл- вокал
- Том Мэдден — вокал
- Андерс Гирринг — вокал
- Ланс Барнетт — вокал
- Джонни Дэймон — бэк-вокал в песне «Tessie»
- Бронсон Арройо — бэк-вокал в песне «Tessie»
- Ленни Ди Нардо — бэк-вокал в песне «Tessie»
- Джефф Хорриган — бэк-вокал в песне «Tessie»
- Билл Джановиц — бэк-вокал в песне «Tessie»
- Др. Чарльз Стенберг — бэк-вокал в песне «Tessie»
- Джо Кастиглон — бэк-вокал в песне «Tessie»